# Szentháromság
A Szentháromság (latinul Sancta Trinitas) a keresztény teológiában a három isteni személy (Atya, Fiú, Szentlélek). Az egységükről, egylényegűségükről és különbözőségükről szóló tan a Szentháromság-tan; az istenség lényegi egysége három személyben (vagy hiposztázisban), nem pedig három szubsztanciában.
A tan többek közt azt fejezi ki, hogy Jézusban nem csak egy mennyei lény testesült meg, hanem maga Isten.
A 4. századi első két ökumenikus zsinat (nikaiai és konstantinápolyi) alapozta meg a Szentháromság dogmáját (→ Nikaia–konstantinápolyi hitvallás).
A kereszténység fő áramlatának Szentháromság-tanát több felekezet és a másik két fő ábrahámi vallás, a judaizmus és az iszlám is elutasítja.
Az istenségek hármas tagolódása már a kereszténység előtti ókori vallásoknál is megjelent, de ezt triád-nak vagy triász-nak, és nem Szentháromságnak nevezik. A keresztény Szentháromság-tagadókat gyakran antitrinitáriusoknak nevezik.

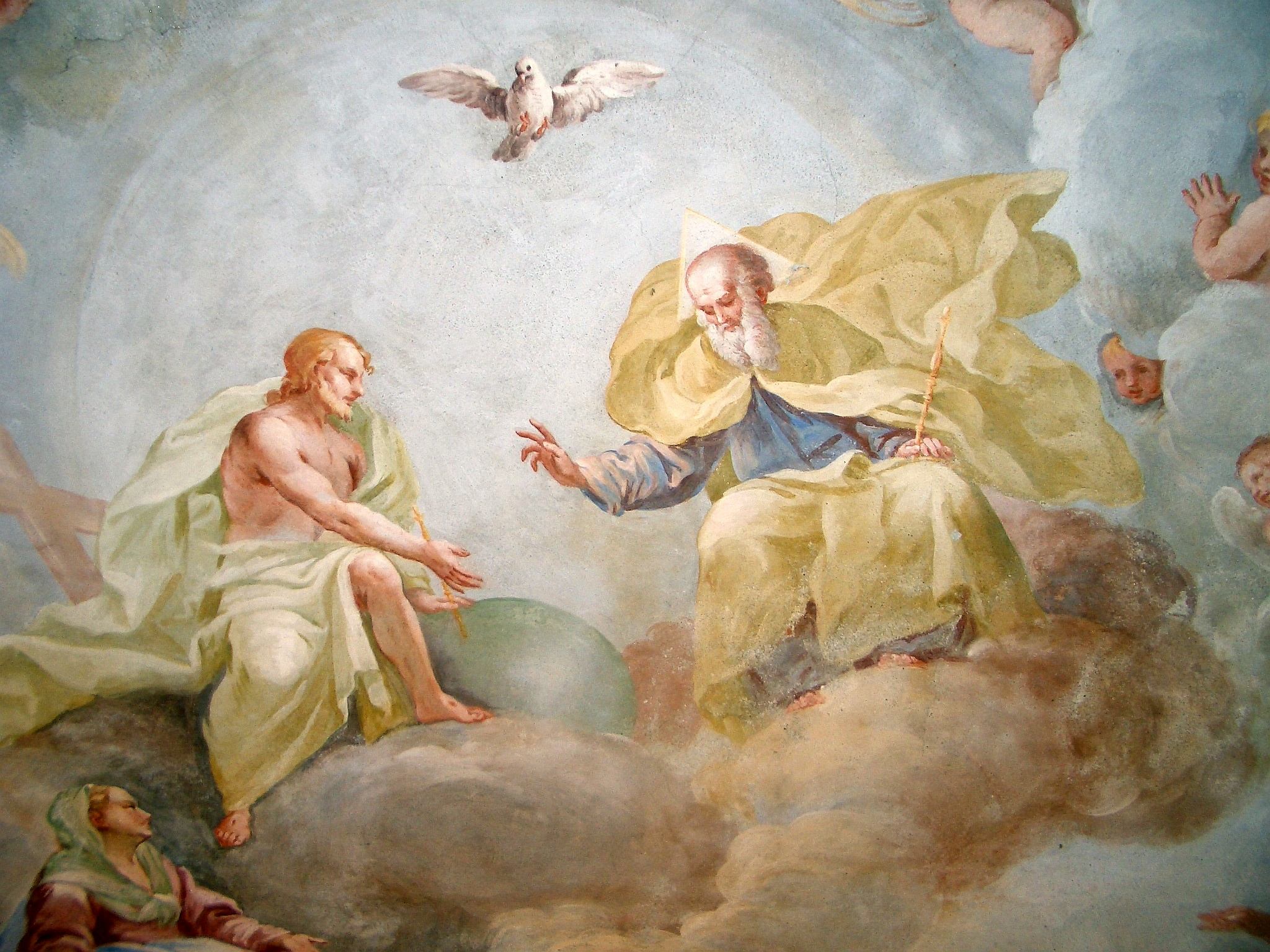
Luca Rossetti da Orta: Szentháromság (Ivrea, Olaszország)

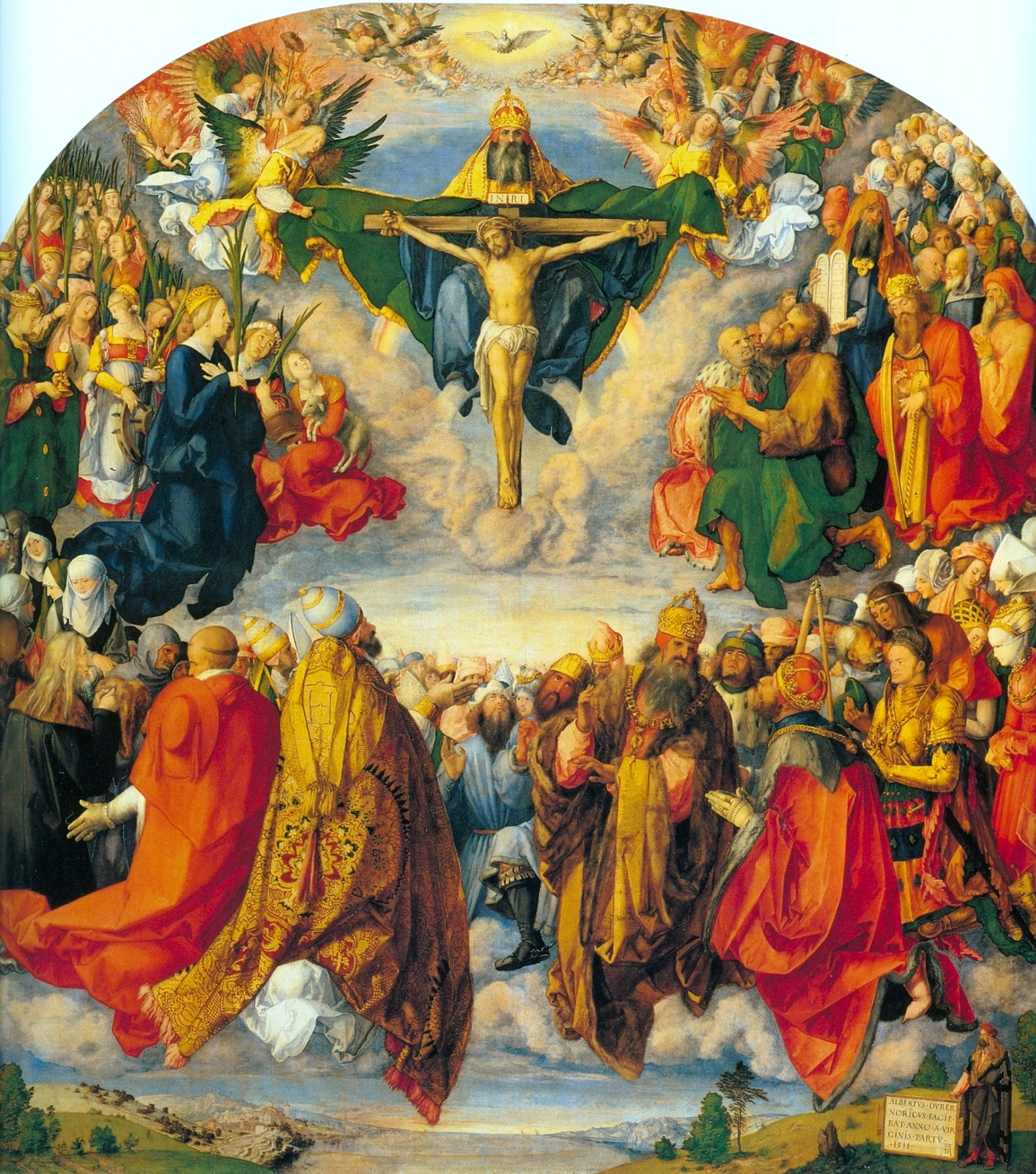
Albrecht Dürer: A Szentháromság imádása 1511, Bécs, Szépművészeti Múzeum

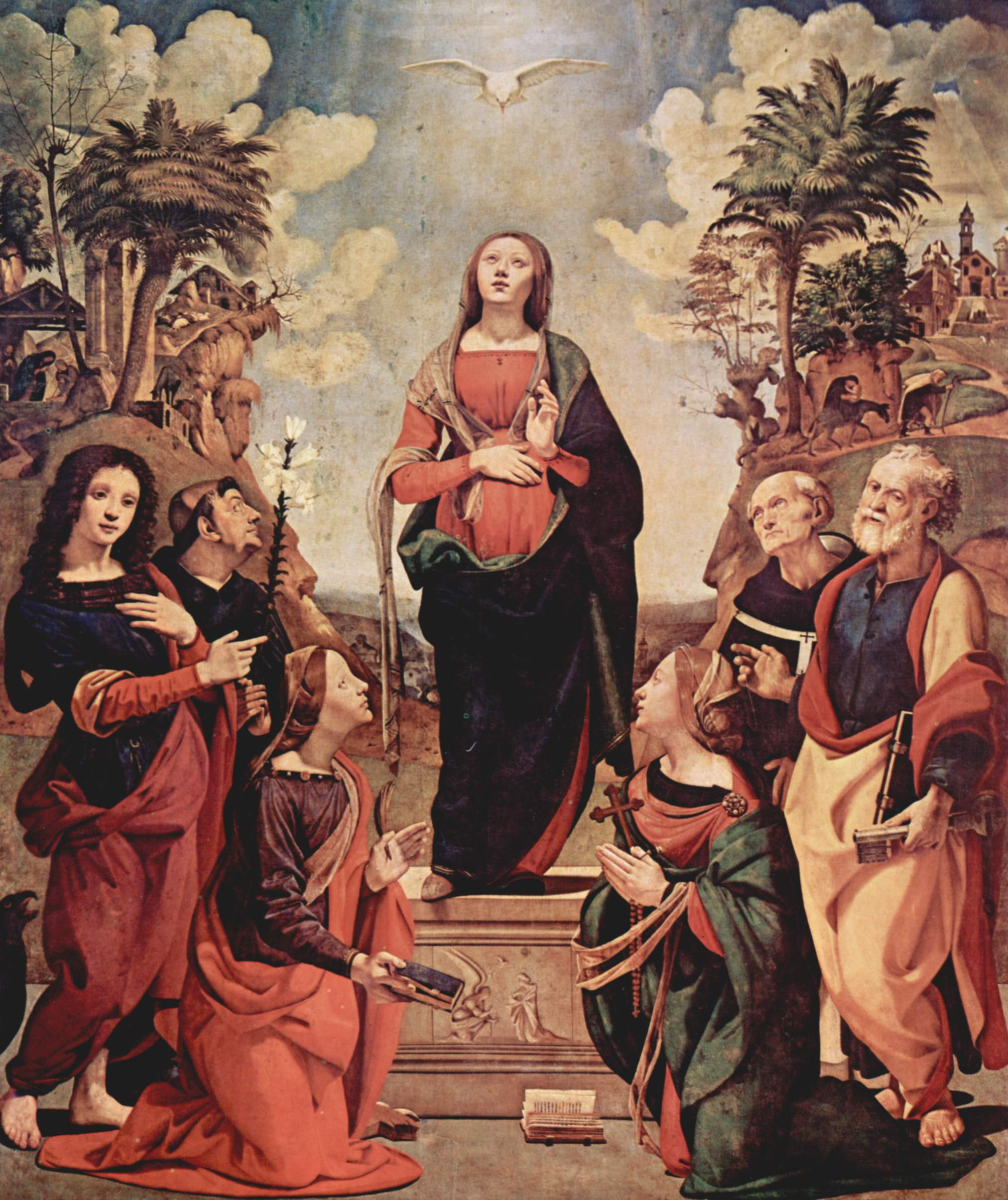
Piero di Cosimo: Inkarnáció (incarnatio), a szeplőtelen fogantatás

## Történeti áttekintés
A keresztény hit a judaizmusból ered, a judaizmusra pedig a szigorú egyistenhit jellemző. A zsidó vallás alapeszméje kezdettől fogva a „Semá”, amely Isten egységét, oszthatatlanságát és szellemiségét (testetlenségét) proklamálja.
A Szentháromság -Trinitas- kifejezésre a 2. századtól vannak nyomok. A tan először az egyházatyák körében fogalmazódott meg, majd a dogma fokozatosan, több évszázad alatt és sok vita során alakult ki, amikor a korai keresztények megpróbálták meghatározni Jézus és Isten kapcsolatát.
A 2. századi gnosztikus tanító, Valentinius műve – A három természetről – tartalmazza az első okfejtést az Atyáról, a Fiúról és a Szentlélekről. A szentháromság-tant elsőként ez az "eretnek" öntötte szavakba.
Isten az atya, Isten a fiú, Isten a Szentlélek – mondja a 2. században Athénagorasz keresztény hitvédő a környezete keresztényeinek hitéről. Már Szent Ignác apostoltanítványnál előfordul ez a doxológia (dicsőítés): Dicsőség az Atyának és Fiúnak és Szentlélek-Istennek.
300 körül Arius (kb. 260–336) lépett fel – a nevéről elnevezett mozgalom alapítója – aki hirdette hogy Krisztus valójában nem Isten, hanem Isten egy teremtett lénye volt. Nem egylényegű (homouszion), hanem hasonló lényegű (homoiuszion) az Atyával. Az ő alaptétele – a zsidó, majd a későbbi iszlám nézethez hasonlóan – a szigorú monoteizmus volt: Isten egyedülisége, egyedülállósága.
Az arianizmusra válaszul 325-ben hívták össze az első egyetemes zsinatot Nikaiában, ahol többek közt megfogalmazták a Nikaiai hitvallást, amelyben hivatalosan is kinyilvánították az Egyház Szentháromságban való hitét. 
A 4. századig a mai szentháromság-tan egyáltalán nem volt az isteni természetről szóló korai keresztény tanítás tükörképe. Az »egy Isten három személyben« megfogalmazás a 4. század előtt nem lett szilárdan lefektetve, és nem volt szerves része a keresztény életnek és hitvallásnak. Csak fokozatosan fejlődött ki ez a tan, heves viták közepette.
380-ban a három uralkodó római császár az ún. thesszaloniki ediktumban a nikaiai-féle kereszténységet államvallássá tette. A kereszténység minden más nézetét elítélték (például az arianizmus) és engedélyezték a megbüntetésüket.
A következő évben, a 381-es első konstantinápolyi zsinat dogmaként mondta ki a Szentlélek istenségét, és kiközösítették a más nézetűeket (eunomiánusok, ariánusok, szemi-ariánusok, szabelliánusok, markelliánusok,  apollináriusok).
A 4. század óta a Szentháromság-tan érvénye a kereszténység zöménél megingathatatlan és akik ezt a hitvallást nem teszik magukévá, azokat az egyházak ma sem tekintik kereszténynek.

### Eretnekneknyilvánított nézetek
A korai kereszténység ideje alatt különféle felfogások alakultak ki a háromságos Istenről, amely három, természet és méltóság szerint egymáshoz teljesen hasonló személyből áll:
- A monarchiánusok (egyebek közt Szamoszatai Pál) meg szeretnék őrizni Isten teljes és korlátlan monarchiáját (= egyeduralom), az ő abszolút egyedülvalóságát, ezért Jézus személyében dinamistákhoz illően embert látnak, aki Istenhez csak a benne rejlő isteni erő (görög: dünamosz = erő) által kapcsolódik.[15]
- Az adopcianizmus azoknak a különféle irányzatoknak a gyűjtőfogalma, amelyek Jézust olyan isteni szellemmel felruházott embernek tekintik, akit Isten fiaként adoptált.[15]
- A modalizmus olyan felfogás, mely követői Krisztusban Isten jelenségmódját látják. [15]
- A szubordinacianizmus azt az elképzelést vallja, hogy a Fiú (Krisztus) alá van rendelve az Atyának (Isten), elsősorban a 2-3 század keresztény apologétái képviselik és ez Órigenészen keresztül az arianizmusra is hatást gyakorol. [15]
- Az arianizmus olyan krisztológia, amely szerint Krisztus az Atyaistennel nem lényegazonos, hanem csak Isten legelőkelőbb, a semmiből alkotott teremtménye, aki emberként is képes maradt erkölcsi fejlődésre. [15]
- A makedonianizmus, amely az Atyaisten és a Fiú lényegazonosságát nem akarja a Szentlélekre is kiterjeszteni, az 1. konstantinápolyi zsinat elítéli (amelyen meghatározták a Szentlélek istenségét) és elnevezik őket pneumatomakháknak (= lélektagadók). [16]

### Katolicizmus
Máté evangéliumában fontos kijelentést találunk, amelyet Krisztus feltámadása után mondott pünkösdkor tanítványainak: "Kereszteljétek meg őket az Atya, Fiú és a Szentlélek nevében" (Mt 28,19). Erre alapul a szentháromság-tan későbbi kifejtése, melyet Krisztus sok olyan kijelentésével hoztak összhangba, mely az ő Fiúságát és az Atya viszonyát – az egységét -, hangsúlyozta.
Néhány példa arra, hogyan fejlődött a korai keresztény időkben a Szentlélek elmagyarázásának gondolatmenete:
- Iréneusz ({\displaystyle \dagger }203 körül) hasonlata szerint az Atya, mint két kezével a Fiúval és a Szentlélek által hozza létre műveit.
- Tertullianus ({\displaystyle \dagger }225 körül) az Atyát egy fa gyökeréhez, a Fiút és a Szentlelket a törzshöz és az ágakhoz hasonlította.
- Athanasziosz (298–373) lineáris metaforát használ: forrás, patak, ivóvíz; vagy nap, napsugár, világosság.
- Marius Victorinus (300–362) szerint az Atya a „mindenre képesség”, amit csak úgy fejt ki, ha vele van a Fiú és a Szentlélek.
- Nazianzi Szent Gergely (kb. 330–393) megkérdőjelezte a lineáris metaforákat a tertullianuszi, athanaszioszi elképzeléseket, mert alárendeltségi viszony van köztük, és kimondja: egyik se származik a másiktól úgy, hogy ne tudna sugározni.
- Hippói Szent Ágoston (354–430) a Szentháromságot olyan léleknek írja le, aki háromszorosan viszonyul önmagához. Az emlékezés az Atyának, a megismerés a Fiúnak, azaz az Igének, az akarás pedig a Szentléleknek felel meg.[17]

### Reformáció
A 16. századtól a reformáció mellékáramlatai, az antitrinitárius közösségek utasították el a Szentháromság dogmáját, ami miatt, mind a katolikusok, mind a protestánsok üldözték őket. Szervét Mihály polihisztort Kálvin jóváhagyásával ítélték máglyahalálra.

### Modern kor
Ma a nyugati kereszténység legtöbb felekezete, beleértve a római katolikus egyházat is, nem ragaszkodik többé a Szent Ágoston által először felvázolt, majd pedig főleg Aquinói Szent Tamás által továbbfejlesztett Szentháromság modellhez. Az ökumenikus párbeszédek során, főleg pedig a keleti egyházak felé történő közeledés alkalmával, a nyugati kereszténység képviselői rendszerint a keleti egyházak Szentháromság modelljét is az egyetemes (katolikus) kereszténység értékének tartják.
Érdekes megjegyezni, hogy a 20. század neves nyugati teológusai közül többen – például Karl Barth (református), a jezsuita Karl Rahner (katolikus) – kifejezetten a keleti-keresztény Szentháromság modell mellett szálltak síkra. Ezek szerint Isten önmagában ("in se") teljes ellentmondás. Gánóczy Sándor szerint Istennek sem az egysége, sem háromsága nem számtani fogalom, hanem egyesülés, találkozás, párbeszéd által létrejövő egységről van szó.
Talán meglepő, de más avantgárd teológiák, például egyes feminista, valamint a kifejezetten baloldali, a felszabadítási teológia mellett síkra szálló Szentháromság-elméletek, inkább a nyugati modellt hangsúlyozzák. A keleti kereszténység Szentháromság-modellje ugyanis bizonyos alárendeltséget feltételez az Isteni személyek között, legalábbis a történelemben megvalósuló kinyilatkoztatás rendjében, ez viszont éppen elég ahhoz, hogy ideológiai alapjául szolgáljanak a szociális alá- és fölérendeléseknek, illetve a társadalmak hierarchikus felépítményének.

## Hitvallás
A 4. századi Nikaia–konstantinápolyi hitvallás kihirdetésétől kezdve rendszerint az „Egy Isten, három személy” kifejezést értik Szentháromság alatt, azzal, hogy a személy fogalma más jelentéssel bírt az ókorban, a középkorban, a felvilágosult filozófiák korában, a modern korban, és mást értünk személy alatt manapság.
A mai ember számára XVI. Benedek pápa így fogalmazta meg a Szentháromság lényegét: "Az ember, Isten képmása, a szeretetben lesz először teljesen önmaga. Az örök Atya irántunk való szeretetében elküldte saját Fiát hozzánk, és a Szentlelket ajándékozta nekünk, hogy Isten gyermekeivé tegyen bennünket. Váljunk e kegyelemhez méltóvá! A Szentháromság Isten tartson meg benneteket mindenkor a szeretetében!"
A Szentháromságba vetett hit kifejtésére számos kísérlet történt a keresztény vallástörténet során, a leghíresebb teológiai diskurzus a 4. századi ókeresztény egyházban folyt róla, amikor Arius-nak és követőinek, az ariánusoknak a mozgalma elkezdődött, melyet később eretnekségnek nyilvánítottak. Ma is élénk teológiai viták folynak róla. Érdekessége, hogy ez a látszólag elvont vallási tétel az, amelyikben a legtöbb keresztény felekezet megegyezik egymással. Ez pedig a következő:
Hiszek az egy Úrban:

Jézus Krisztusban,

Isten egyszülött Fiában,

aki az Atyától született

az idő kezdete előtt.

Isten az Istentől,

Világosság a Világosságtól,

valóságos Isten

a valóságos Istentől.

Született, de nem teremtmény:

az Atyával egylényegű,

és minden általa lett.

## Bibliában

### Ószövetség
A Szentháromság kifejezés a Bibliában nem fordul elő, de egyes keresztény teológusok szerint vannak olyan részei az Ószövetségnek, mely következtetni enged arra, hogy volt még a kezdet előtt valaki, ugyanakkor az igevers kihangsúlyozza, hogy ez a valaki is teremtett lény, vagyis nem egyenlő az Atyával. Továbbá a 1. Móz 3.22, mely arra enged következtetni, hogy Isten többes számban beszél – héber Elohim – és a "mi" egyes értelmezések szerint legalább hármat jelent. Azonban ennek az elméletnek ellentmond, hogy az Ószövetség további részeiben Isten már mindig egyes szám első személyben beszél magáról. A teremtéstörténeti többes számra magyarázatot adhat, hogy az írás a zsidó politeizmus korában keletkezett (az Ószövetségben többször történik utalás a zsidó nép többistenhitére), és Elohim a többi istenhez beszél.
A megígért Messiás vagy Megváltó szintén arra utal, hogy több személy van az Istenben. A Megváltó kétségtelenül határozott személyiség; továbbá nemcsak Istentől van küldve, hanem egyenesen Istennek van nevezve. Sőt az Istenségben való eredése is sejtetve van: Szólt hozzám az Úr: Fiam vagy te, a mai napon nemzettelek én téged; Méhemből a hajnali csillag előtt nemzettelek én téged. Schütz Antal írja: "Jóllehet magából a szövegből itt nem lehet eldönteni, vajon metafizikai születésről van-e szó vagy csak etikai (fogadott) fiúságról, biztos, hogy a zsidók az Üdvözítő korában a Megváltónak az Istenből való metafizikai fiúi származását vallották és várták." Más vélemények szerint a fentihez hasonló szakaszok metaforikusak, amikor az "Isten fia" cím kiválasztottságot jelöl, de nem jelenti, hogy a cím birtokosa az isteni természetnek ténylegesen részese. A görög-római és a keleti többistenhitű vallásokban ez az elképzelés általános volt, de a zsidó monoteista vallási gondolkodástól teljesen idegen.
A megszemélyesített bölcsesség tana: A babiloni fogság utáni könyvekben a bölcsesség nem mint egyszerű tulajdonság, hanem isteni személyként jelenik meg. Különösen jellemző, amikor a Példabeszédek 8:24 a teremtő bölcsességről beszél. Az újszövetség az örök Igéről szóló tanításokat gyakran e helyekről idézi. Isten szava, Isten lelke is hasonlón megszemélyesül az írásokban. Isten lelkének ajándékai összecsengenek a későbbi Szentlélek ajándékaival.
A hármasság hangsúlyos szerepe az ószövetségben is erre utal: 1) A triszágion ("Szent, Szent Szent") 2) Az első három Istenre vonatkozó parancs (a Tízparancsolatból) 3) A három főünnep, 4) A templom három része, 5) A hármas áldás

### Újszövetség
Az Újszövetségnek (elsősorban János Evangéliuma, de Szent Pál levelei és a Zsidókhoz írt levél is), amelyek alapján a keresztények kezdetektől fogva igazolva látták hitüket, hogy a hívő ember háromféleképpen élheti meg az egyetlen Istent. "Az újszövetségi üdvtörténet minden nagy fordulója a Szentháromságnak egy-egy ünnepélyes kinyilatkoztatásával áll kapcsolatban."
1. Jézus születésénél, mikor Gábor arkangyal Szűz Máriának hírül adja a megtestesülést. (Lk 1,35)
2. Nyilvános működésének megkezdésénél, a jordánbéli megkeresztelkedésnél.[38][39]
3. Nyilvános tevékenységének végén: Én kérem az Atyát és más Vigasztalót ad nektek, hogy veletek maradjon mindörökké, az igazság Lelkét... Mikor pedig eljő majd a Vigasztaló, kit én küldök nektek az Atyától, az igazság Lelkét, ki az Atyától származik, ő bizonyságot teszen felőlem (Jn14:16)[40]
4. Mennybemenetelénél (ascensio): Elmenvén tehát, tanítsatok minden nemzeteket, megkeresztelvén őket az Atyának és Fiúnak és Szentléleknek nevében (εἰς τὸ ὂνομα). (Mt 28,19)

Az apostolok a Szentháromság formulájával üdvözlik a híveket. Szent Pál: "A mi Urunk Jézus Krisztus kegyelme és Isten szeretete és a Szentlélek közössége legyen mindnyájatokkal!" Szent Péter: "Az Atyaistennek előretudása szerint, a Lélek által való megszentelésben, engedelmességre és a Jézus Krisztus vérével való meghintésre: kegyelem és békesség nektek bőségesen!"

## Leírása
Istenben három személy van: Atya, Fiú és Szentlélek. Az Atya önmagától van, a Fiú az Atyától öröktől fogva született, a Szentlélek az Atyától és a Fiútól öröktől fogva származik. Ezt Jézus világos szavakkal tanította: "Tanítsatok minden nemzeteket, megkeresztelvén őket az Atyának és Fiúnak és Szentléleknek nevében." (Mt 16:16) "Én kérem az Atyát és Vígasztalót ád nektek." (Jn 14:16) A Szentháromság és Isten egysége meghaladja az észt, de nem észellenes -supra, non contra rationem- hiszen az Isten fogalma akkor is meghaladná az észt, ha csak egy személy volna.
Isten mégis egy, és nem három. Én és az Atya egyek vagyunk, Aki engem lát, látja az Atyát is. -mondja Jézus. Az isteni természet ugyanis nem oszlik meg a három személy között; hanem mindegyik személy a teljes isteni természet birtokában van. Ilyetén mindegyik egyformán örökkévaló, mindentudó (omnisciens), mindenható (omnipotens) stb.
Noha az isteni működés mindhárom személynél közös – egy a természet, egy a tevékenység – mégis, a történelmi hagyományt követve az Atya fő tevékenysége a teremtés, a Fiúé a megváltás, a Szentléleké pedig a megszentelés.

### Az Atya
Nem tudunk arról, hogy Jézus Krisztus előtt mások is nevezték volna Istent Atyának. A kereszténység egyik legismertebb imája, a Miatyánk is Jézustól származik. Jézus nyomán a keresztények Istent, pontosabban az Atyát, nem, vagy nemcsak a teremtés Istenének tartják (deizmus), hanem gondviselő, szerető, és személyes Istennek is hiszik.
A teremtésen túl az Atya rejtélyes módon jelen van a történelemben, elsősorban pedig a választott nép (Ábrahám utódai) történelmében.
„Nem hatalommal és nem erőszakkal, hanem az én lelkemmel! – mondja a Seregek Ura.”
Keresztény meggyőződés szerint az Atya „Gondviselése” az üdvtörténet során végül az ószövetségi ígéretek beteljesedéséhez vezetett. Ezt leggyakrabban úgy fejezik ki, hogy az „idők teljességében” az Atya „elküldte” a Fiút, hogy „emberré legyen”, és „kinyilatkoztassa” Isten igazi arcát.
Az Evangéliumok szerint az Atyát nem ismeri senki, csak a Fiú, akit az Atya küldött. A negyedik evangéliumban Jézus azt állítja magáról, hogy ő és az Atya egyek, és hogy ebbe az egységbe kapcsolódik be mindenki, aki követi Jézust.

### A Fiú
„Miért háborognak a nemzetek? A népek miért kovácsolnak hiú terveket?

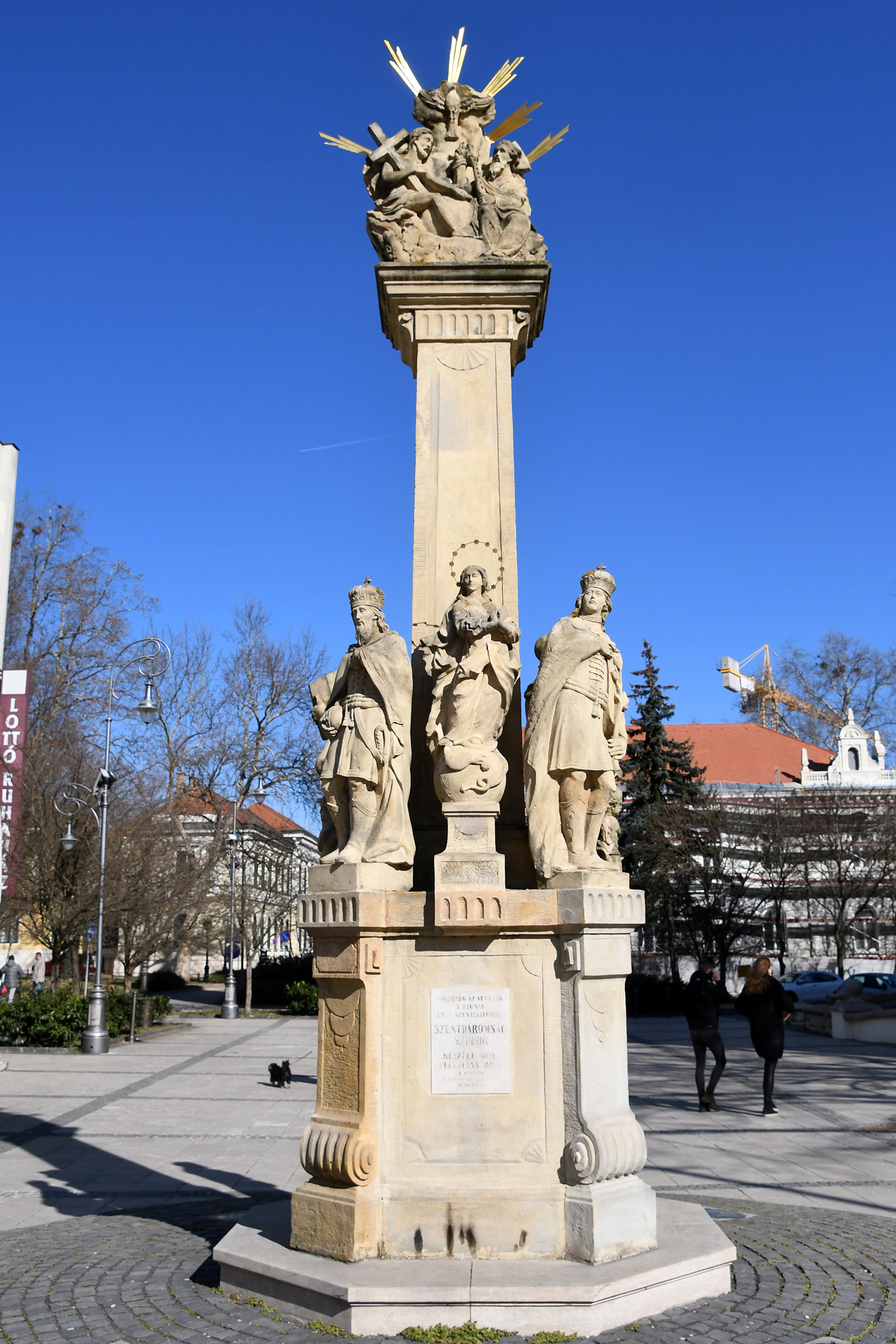
A zalaegerszegi Szentháromság-szobor

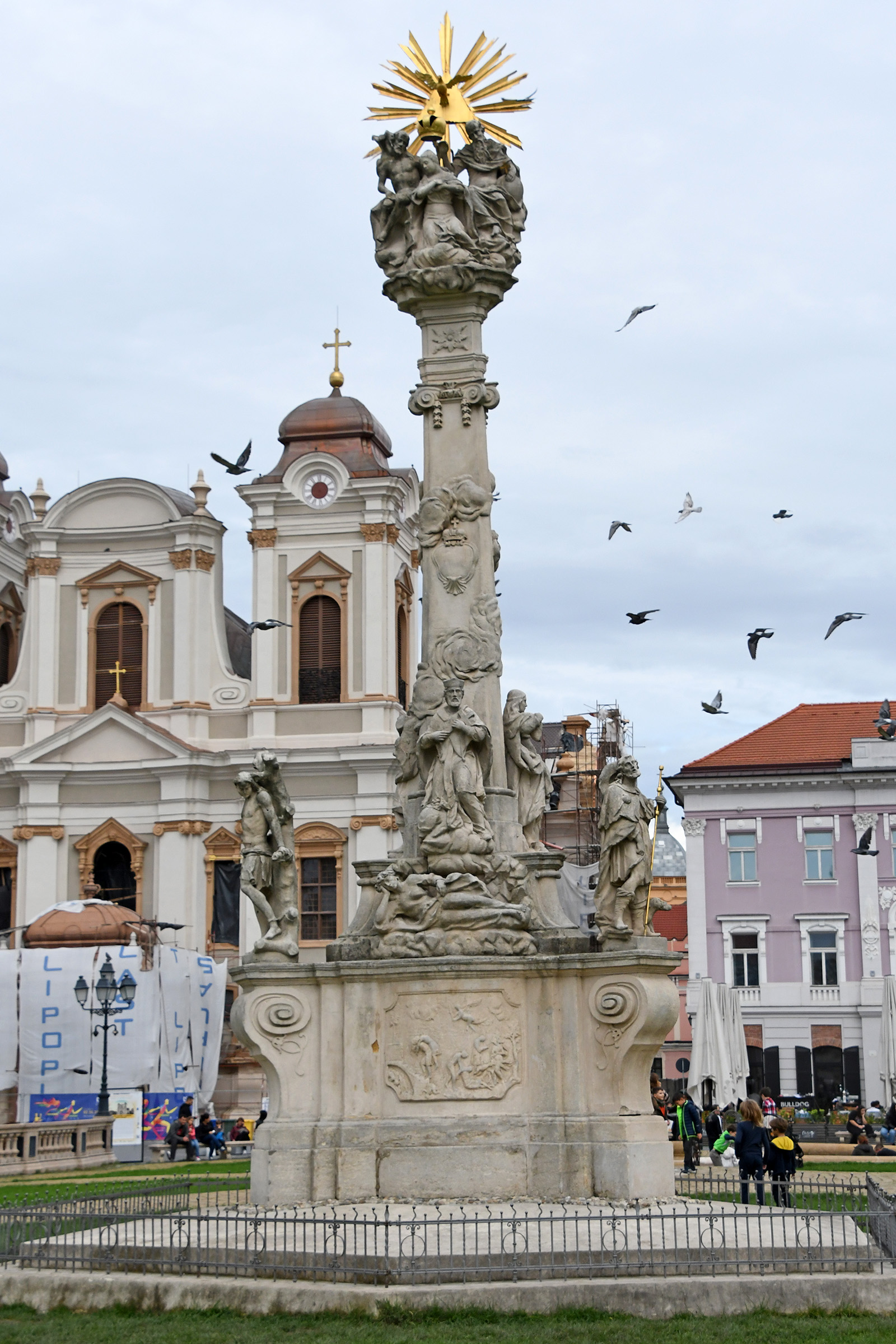
A temesvári Szentháromság-oszlop

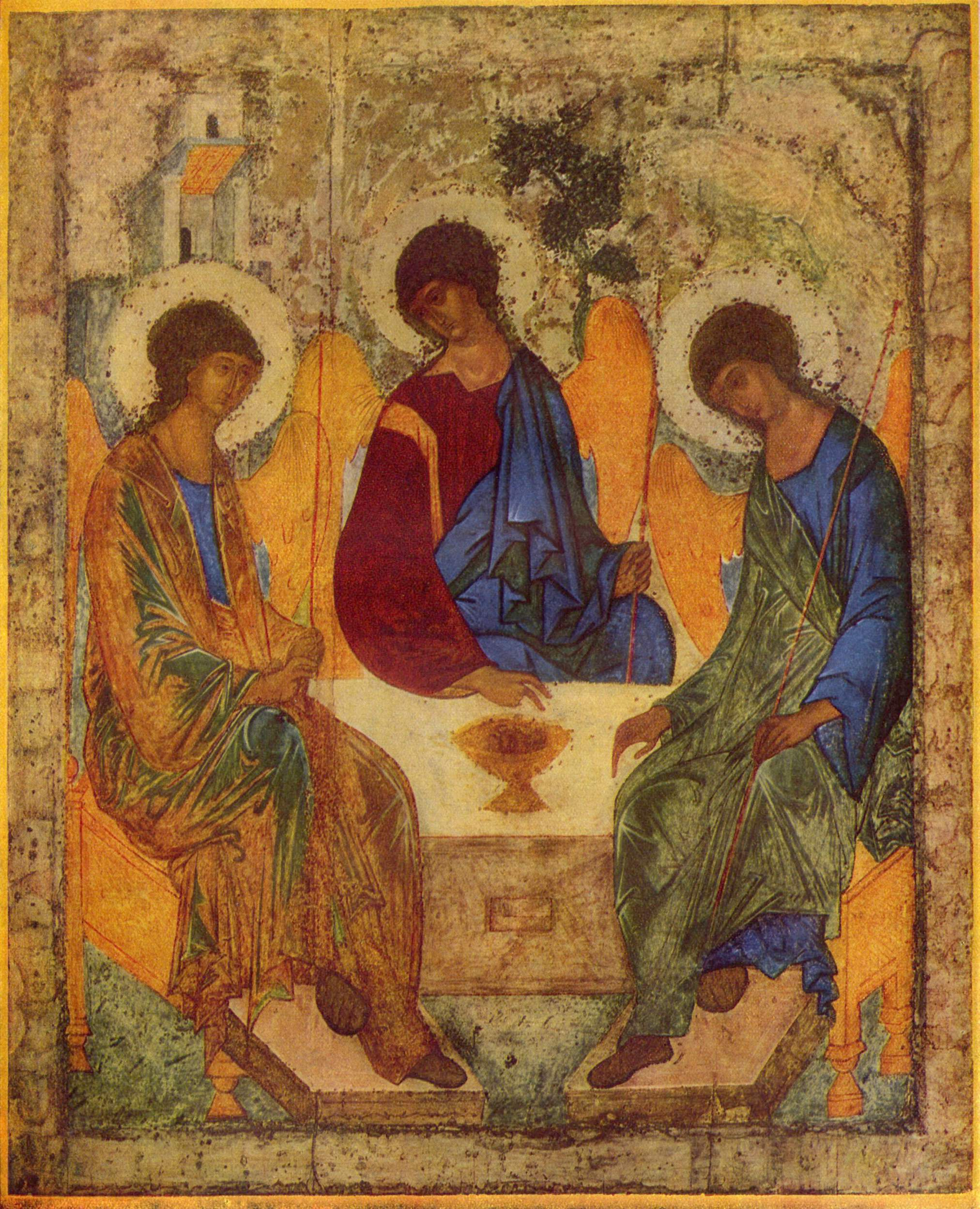
Ábrahám vendéglátása (Teremtés könyve 18), Andrej Rubljov ikonja. A három angyal a keresztény misztikában a Szentháromságot ábrázolja

A föld királyai fölkelnek, nagyjai összeesküsznek az Úr ellen és Fölkentje ellen:
»Törjük össze bilincsüket, tépjük szét rabláncukat!«
Aki az égben lakik, az mosolyog rajtuk, kineveti őket az Úr.
De egyszer majd haraggal fordul feléjük, és kemény szót intéz hozzájuk:
»Én szenteltem fel Királyomat a Sionon, szent hegyemen«.
Az Úr végzését hirdetem; Ő így szólt hozzám: »A Fiam vagy, ma adtam neked életet. Kérd tőlem, és örökségül adom neked a népeket, birtokodul a föld határait.«”
Az őskeresztény közösségek életében kezdetben elsősorban Jézus személye körül folytak viták, hogy miképpen értelmezhető, hogy a Názáreti Jézus „Isten Fia” volt. Ez természetesen rendkívül kényes kérdésnek számított a kezdetben minden valószínűség szerint csupán zsidókból álló keresztények körében, hiszen látszólag az „Egy Isten”-be vetett, szigorúan monoteista hit volt a tét. A keresztények hite, hogy Jézus Krisztus „valóban” Isten Fia volt, végül oda vezetett, hogy a keresztényeket kizárták a zsinagógákból.
János Evangéliuma, amely az újszövetségi evangéliumok közül valószínűleg a legkésőbb, Krisztus után 100 körül nyerte el jelenleg is ismert formáját, olyan Jézust tár az olvasó elé, aki már „egy az Atyával”, és aki a „Szentlélek által” lesz jelen a keresztény közösség (egyház) életében.
Hogy Jézus Krisztus igazi ember, és ugyanakkor igazi Isten is, a Khalkédóni zsinaton mondták ki hittételként 451-ben. Viszont már a niceai zsinaton, 325-ben használják a görög „homoiusziosz” szót, ami azt jelenti, hogy „olyan mint”, vagy „hasonló lényegű” (a görög ouszia lényeget jelent, a latin substantia megfelelője), és ez további vitákhoz vezetett. Ezt a különös görög kifejezés végül is Nagy Konstantin császár nyomására került a zsinat által elfogadott hitvallás hivatalos szövegébe (Niceai hitvallás). A hívő emberek ellenkezését elsősorban az váltotta ki, hogy ez a szó nem is szerepel a Szentírásban, másrészt pedig ha Isten Fia csak „hasonló lényegű” az Atyához, akkor mégsem egészen olyan, mint az Atya, azaz nem „egy az Atyával”.
Hogy Jézus Krisztus Isten Fia, amit keresztényileg úgy kell érteni, hogy maga Jézus bár teljesen ember, teljesen Isten is, mert „őáltala, ővele, és őbenne” Isten „megtestesült” (Emmánuel, azaz „Velünk az Isten”), a legelső és legalapvetőbb keresztény hittételnek számít. Minden, ami ettől eltér, bármennyire is észszerű, tévhitnek nyilvánítottak. A Héber Biblia egyes részei, valamint a korabeli zsidó elképzelések Isten Fiáról, illetve az eljövendő „Messiásról”, továbbá a hellenisztikus filozófiai rendszerek (elsősorban a sztoicizmus és platonizmus) szókészlete mind segítségül szolgáltak a korabeli keresztényeknek ahhoz, hogy megfogalmazzák a „megtestesült” Istenbe, azaz Jézus Krisztusba vetett hitüket.
A „megtestesülés” a történelemben történik. A Zsidókhoz írt levél arról beszél, hogy Isten különbözőféle módon beszélt a felmenőkhöz (a „Törvényen” keresztül, a próféták által), de „manapság” elsősorban Jézus Krisztuson keresztül szól az emberekhez. Ugyanez az őskeresztény levél Isten tükröződésének is nevezi Jézust, aki jelen volt már a teremtésnél is, aki által Isten fenntartja a világot, Isten „szava” (a „Logosz”, azaz Ige), az „igazi” törvény, mindennek az alapja. A keresztények Jézus Krisztusban látták megtestesülni az isteni „Értelmet”, „Bölcsességet”, amelyről a Héber Írások (Ószövetség) is szólnak. Szent János Evangéliuma pedig egy himnusszal kezdődik a „Logoszról”: „Kezdetben volt az Ige, és az Ige Istennel volt, és az Ige Isten volt…”. Ez az Ige a legtöbb keresztény hite szerint a Szentháromság második személye, a Fiú, aki „egylényegű” az Atyával, tehát maga az Isten, de a történelem „színpadán” Jézus Krisztus által vált ismertté, „testet öltött”, azaz emberré lett (inkarnáció).

### A Szentlélek
Első előképe a Bibliában, amikor Ábrahám megvendégeli a három angyalt. Első említése, amikor Gábriel angyal hozta a „jó hírt”, hogy a Szentlélek által Mária lesz a Messiás anyja.
Jézus megígérte a Szentlélek eljövetelét, amelyet a görög nyelven írott evangéliumok „Parakletosznak” neveznek, és ezt gyakran „Vigasztaló” néven fordítják le. Az Újszövetség szerint Jézus, illetve Isten jelenléte a keresztény közösségek életében a Szentlélek „által” valósul meg, aki „egylényegű” az Atyával, és "egylényegű" a Fiúval.
Későbbi keresztény teológiai megfontolások a Szentlélekről mint az Atya és a Fiú szeretetének gyümölcséről beszélnek. Istent, illetve a Szentlelket, először Hippói Szent Ágoston nevezte szeretetnek. A keresztény vallásos tapasztalat tehát Istent nemcsak teremtő és gondviselő Atyaként, és nemcsak Fiúként, azaz emberré lett Istenként éli meg, hanem Szentlélekként is, azaz szerető és vigasztaló Istenként. Eljövetele pünkösd ünnepéhez kapcsolódik.

## Szentháromság modellek: Kelet és Nyugat

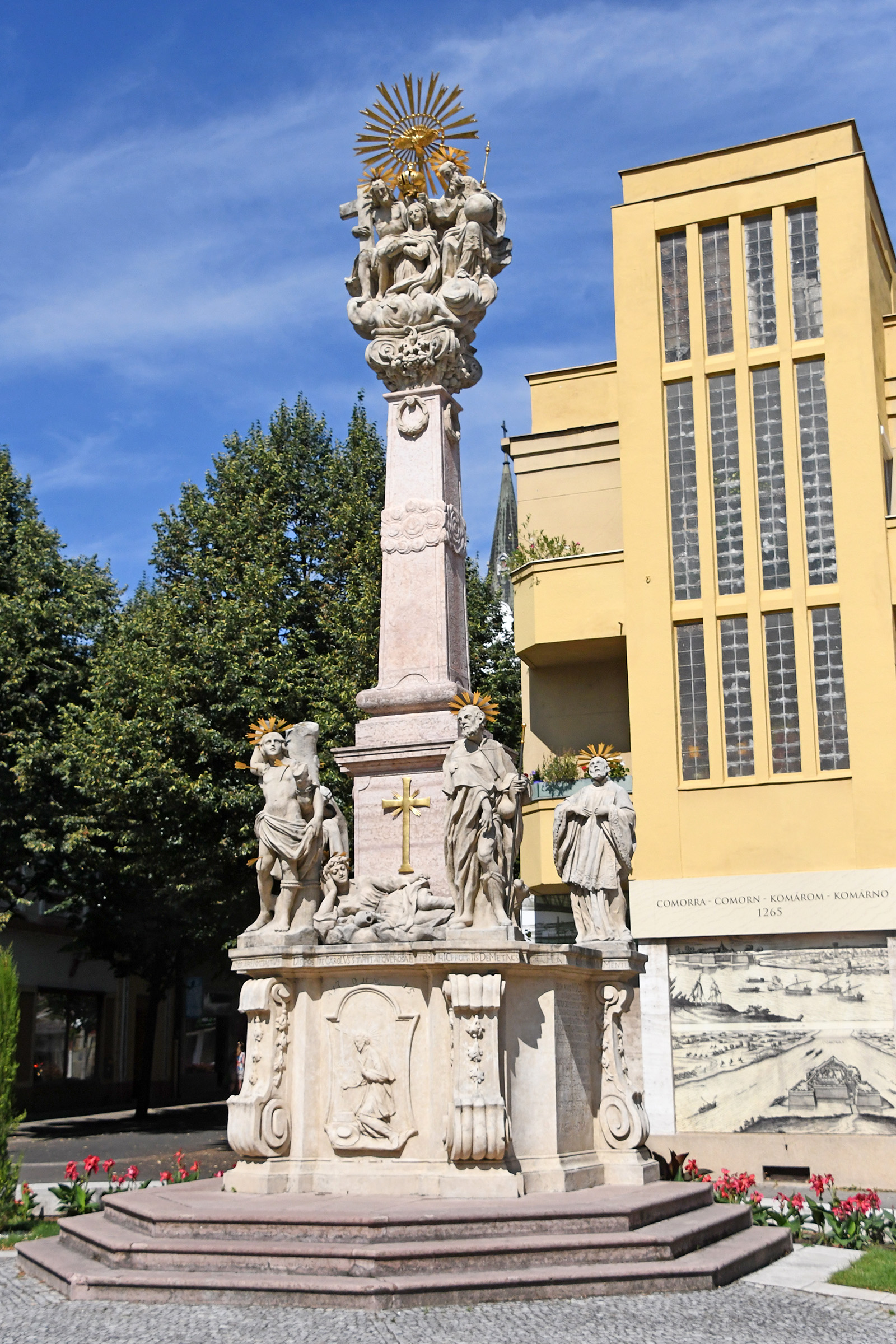
A komáromi Szentháromság-szobor

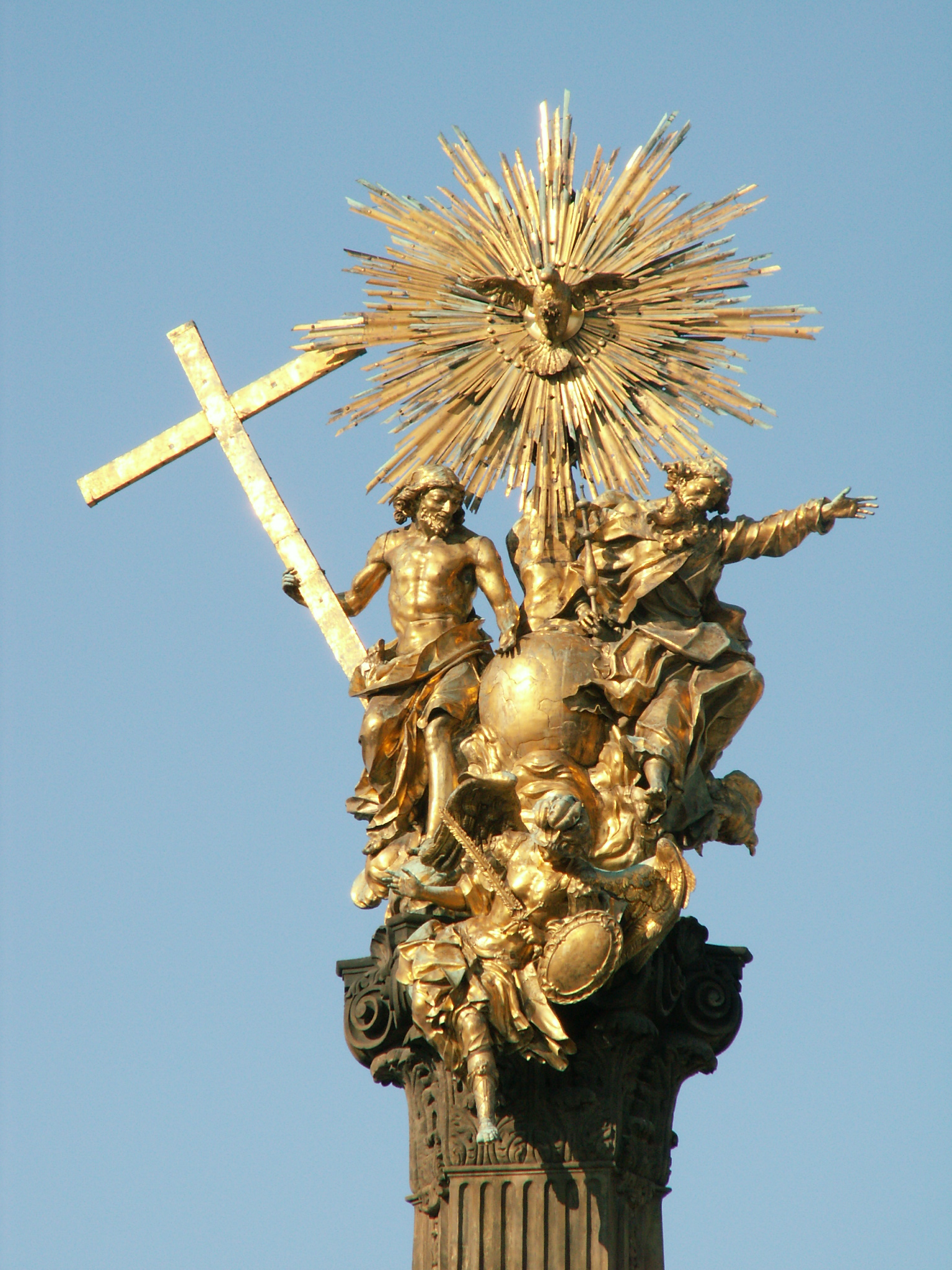
Aranyozott Szentháromság szoborcsoport az olmützi Szentháromság-oszlop tetején

Az Isteni személyek "egylényegűségének" folytonos hangsúlyozásával a keresztény hitvallások azt kívánják nyomatékosítani, hogy Istent a kinyilatkoztatás alapján bár három "személyű" Istenként ismerjük meg, a keresztények továbbra is monoteista (egy Istenben hívő) felekezetnek tartják magukat. Egy Isteni lényeg (görögül ouszia) van, és három "egylényegű" személy (görögül hyposztaszisz). A személyek nem állhatnak meg egyedül (nincs külön lényegük – latinul essentia), hanem együtt, egymást feltételezve "képezik" a három "személyű" egy Istent.
Ennek az elvont gondolkodásnak Isten lényegéről elsősorban a nyugati-kereszténységben (katolicizmus, protestantizmus, anglikán egyház) van hagyománya (főleg Szent Ágoston óta), míg a keleti-kereszténység (ortodoxia) Istent rendszerint úgy veszi, ahogyan a Szentírás alapján Isten megismerhető. Az elvont, metafizikai gondolkodásra hajlamosabb Nyugat tehát Istent önmagában ("in se") próbálja megérteni, a "kinyilatkoztatott igazságokat" az ész fényénél, míg a mitológiai gondolkodásra inkább fogékony keleti-kereszténység kizárólag az üdvtörténet rendjében szemléli Istent (ahogyan Istent a Szentírás alapján megismerhetjük).
Egy másik, egykor komoly egyház-politikai következményekkel is járó dogmatikai eltérés Kelet és Nyugat kereszténysége között az ún. Filioque kérdése. Mivel a nyugati-keresztény teológiai gondolkodás önmagában szemlélte Istent, a Szentháromság személyeit teljesen egyenrangúnak vélték, hiszen mind a három személy "egylényegű". Az "egylényegűséget" szem előtt tartva, Nyugaton a Szentlelket az Atya és a Fiú szeretetének "többlete", túláradásaként fogták fel (ugyanaz a lényeg árad túl, tehát ugyanaz az Isten). A nyugati krédók (hitvallások) szerint tehát a Szentlélek az Atyától és a Fiútól egyaránt származik. Keleten viszont továbbra is azt hangsúlyozták, hogy nem helyes Istent önmagában szemlélni, mivel a véges emberi értelem csak azt tarthatja helyesnek Istenről, amit a kinyilatkoztatás alapján tudunk. A Szentírás pedig arról szól, hogy az Atya mindennek a kezdete, az Atya küldte a Fiút, és az Atya az, aki a Szentlelket is küldte. A Szentlélek tehát nem úgy származik a Fiútól, mint ahogyan az Atyától származik, mert az Atya a kezdet. Nyilvánvaló, hogy a Szentháromság személyei bár a keleti hitvallások szerint is "egylényegűek", az üdvtörténet rendjében, illetve, ahogyan az ember véges elméje a kinyilatkoztatás segítségével felfoghatja Istent, nyomon követhető egyféle alárendeltség (szubordinalizmus): Az Atya a kezdet, a Fiú a küldött, és a Szentlélek is küldött, és ezt keleti keresztény felekezetek úgy hangsúlyozzák, hogy a Szentlélek az Atyától küldött, de az üdvtörténet rendjében a Fiú által (Jézus ígéri meg a Szentlelket).

## Szentháromság és keresztény élet

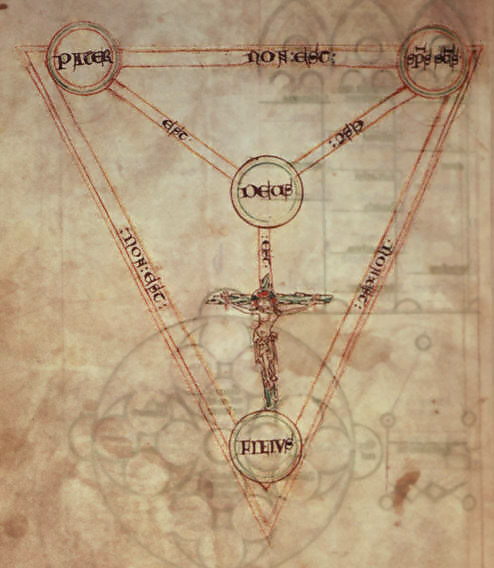
Szentháromság-szimbólum egy középkori kódex lapján (1210)

A Szentháromság személyeit a Bibliában való személyes megjelenésük sorrendjében szokás említeni, tehát elsőként az Atyát (Ószövetség), másodikként a Fiút, azaz Jézust (Újszövetség, Evangéliumok), harmadikként pedig a Szentlélek következik. Ez a sorrend nem rangsor, a Szentháromság tagjai egyenlő rangúak, egyenlőek Istennel.
A keresztény áldás fontos része a Szentháromság tagjainak megemlítése: „Az Atya, a Fiú és a Szentlélek nevében. Ámen.”
Magyarországon a legtöbb keresztény felekezet elfogadja és vallja a Szentháromság tanát, főbb kivételek az unitáriusok és a Jehova Tanúi. Továbbá az Utolsó Napok Szentjeinek Jézus Krisztus Egyháza is eltérnek tanításukban a Szentháromság hagyományos keresztény felfogásától.
A Szentháromság a kereszténység legnagyobb titkai közé tartozik. A Szeretet Istene ebben a „formában” tökéletesen megvalósítja a szeretetegységet, amelyben különböző formái, egyként léteznek az Istennek. Szeretet csak közösségben lehet igazi.
A pszichológia is kimondja, a közösség mint fogalom csak minimum 3 fős egységekben létezhet, így valósul meg és válik eggyé a szeretetben az Isten 3 különböző formája: az Atya, a Fiú és a Szentlélek. Az Egyisten, tehát már puszta „formájában” is példát ad a szeretetben felépülő közösségre, ahol az egység által megvalósul az ember igazi lényege. Fontos, hogy egyik alak sem válik semmivé és veszti el teljesen önmagát, hanem saját adottságai, gondolatai és egyénisége által építi fel az egységet. Ehhez azonban néha „el kell veszítenie önmagát”. Mert élet csak halálból születik – de ez már egy másik téma.

## Szentháromság-szimbólumok
A magyarországi népi építészetben a szegedi napsugaras házdíszítés a Szentháromság jelképe, amely láthatóvá teszi a ház lakóinak abba vetett hitét, hogy Isten mindent és mindenkit lát és óv (Deus videt et providet).
A számszimbolikában a 3-as és a 777-es szám a Szentháromság jelképe.

## Kritika
A valláskritika az ókortól kezdve bírálja a Szentháromság tanát, abszurd teológiai spekulációnak vagy az ún. pogány istentriászok keresztény változatának tartva azt.

## A „Szentháromsághoz” hasonló elemek egyéb vallásokban

### Ókori Mezopotámia
A kozmikus istenháromság már a sumer időszakban kialakult, amely isteneknek az akkádok később új neveket adtak, így a mai szakirodalomban kettős megnevezésekkel találkozhatunk. 
- An → Anu, az Ég istene, istenháromság vezető tagja
- Enlil → Bélu/Ellil, a Levegő és Föld istene
- Enki → Éa, a vizek istene és a "me-erők" tulajdonosaként a világ sorsának kormányzója

### Ókori Egyiptom
Több jelentős ókori egyiptomi isten is úgynevezett triádokat alkotott, például:
- Ámon, Mut és Honszu
- Ptah, Szahmet és Nofertum
- Hnum, Szatet és Anuket

### Ókori iráni népek
Már az ókori iráni népek vallásában (amely szoros kapcsolatban állt az észak-ind vallással), megjelent az istenháromság: Ahura Mazdá, Mithra, Apam Napat .

### Ókori római vallás
A római mitológia kialakulásának kezdeti szakaszában az első isteni triász Jupiter, Mars és Quirinus volt.
Az ókori rómaiak vallásában a capitolinusi istentriász (Jupiter–Juno–Minerva) központi helyet foglalt el. Egyes nézetek szerint ezt váltotta fel a keresztény Szentháromság.

### Hinduizmus
Az indiai teológia szerint Istennek három arculata van: Brahman, Paramátma, Bhagaván (Ísvara).
Ebben a három arculatban Isten három alapvető tulajdonsága nyilvánul meg: szat (सत्, öröklét), csit (चित्, teljes tudás) és ánanda (आनन्द, végtelen gyönyör). A szat Brahmanban, a szat és a csit Paramátmában, a szat, a csit és az ánanda pedig Bhagavánban valósul meg. Bhagaván – vagy másképp Ísvara – Isten valamennyi tulajdonságát megnyilvánítja.
Ísvara (Bhagaván) megnyilvánulását is hármasságnak látják, ez a Trimúrti: Brahma, Visnu, Siva. Ezt szintén kapcsolatba szokták hozni a keresztény Szentháromsággal. Ez lényegében véve jogosult is, de csak ha a Szentháromság értelmezésének arra a változatára gondolunk, amelyet modalizmusnak neveznek, s amely szerint az Atya, a Fiú és a Szentlélek csak megnyilvánulási módjai az egyetlen Istennek. Ezt a felfogást azonban – mint eretnekséget – már az ókori egyház elvetette.

## A Szentháromságot elutasítók
Azon vallási és teológiai irányzatok, felekezetek, amelyek a Szentháromság tanát elutasítják:

### Kereszténység

#### Történelmi közösségek
- ebioniták
- gnosztikus csoportok
- monarchianizmus
  - szabellianizmus
- ariánusok
- Lengyel testvérek
- sékerek
- Nagy-Britanniában a nonkonformisták, disszenterek és a latitudináriusok (latitudinarians) gyakran Szentháromság-tagadók voltak.[49]
- Bibliakutató mozgalom

#### Ma is létező közösségek
- mormonizmus
  - Az Utolsó Napok Szentjeinek Jézus Krisztus Egyháza
- Jehova tanúi
- Krisztadelfiánusok
- Keresztény Tudomány
- unitarizmus
  - Magyarországi Unitárius Egyház
  - Erdélyi Unitárius Egyház
- Egység pünkösdizmus (Oneness Pentecostalism)
- Boldog Remény Egyháza (Church of the Blessed Hope)
- Ábrahámi Hit Istenének Egyháza (Church of God of the Abrahamic Faith)
- Isten Egyháza Church of God
- Hetednapi Isten Egyháza
- Isten Egyesült Egyháza (United Church of God)
- Isten Keresztény Egyháza (Christian Church of God)
- The Way International
- ezoterikus kereszténység
- Iglesia ni Cristo (Krisztus Egyháza)
- egyéb felekezetek (pl. Church of God, Associated Bible Students)

### Más ábrahámi vallások
- iszlám
- zsidó vallás

## Iszlám
Az iszlám eretnekségnek tartja a szentháromságot, azt mondva ez politeizmus. A Korán így ír róla:
„Ti írás birtokosai! Ne lépjétek túl a határt a ti vallásotokban és ne mondjatok Allahról mást, csak az igazságot! Jézus, a Messiás, Mária fia csupán küldötte Allahnak, és az ő szava, amit sugalmazott Máriának, és Allahtól küldött lélek. Higgyetek hát Allahban és az Ő küldötteiben és ne mondjátok azt, hogy: »Három!« Hagyjátok abba! Jobb az nektek! Allah csupán egyetlen isten. Magasztaltassék! Nincs szüksége gyermekre, amikor Övé mindaz, ami az egekben és a földön van.”